# Aly Coulibaly
Aly Coulibaly es un jugador de fútbol francés que juega en la posición de centrocampista en la Unión Deportiva San Sebastián de los Reyes de la Primera Federación.

## Trayectoria
Comenzó su trayectoria en el Tours F. C. sub-19 y fue traspasado al fútbol inglés, concretamente en el AFC Bournemouth sub-21, después de su paso por el fútbol inglés fue traspasado a la liga española, al S. D. Huesca y pasó por más equipos españoles como A. D. Almudévar, C. F. Badalona, C. D. Calahorra y se fue al equipo suizo FC Schaffhausen, desde donde acabaría volviendo a España para jugar en el R. B. Linense primero y después en el Sanse.

## Clubes
| Club            | País   | Año       |
| --------------- | ------ | --------- |
| A. D. Almudévar | España | 2015-2016 |
| S. D. Huesca    | España | 2016-2017 |
| C. F. Badalona  | España | 2017-2019 |
| Calahorra       | España | 2019      |
| Schaffhausen    | Suiza  | 2019-2020 |
| Linense         | España | 2020-2022 |
| Sanse           | España | 2022-     |